# Neocapitalismo
Neocapitalismo é uma doutrina econômica que mistura alguns elementos do  capitalismo com elementos de outros sistemas econômicos. Tem como referência as sociedades de países reconstruídos no pós-guerra, onde os 'excessos' do capitalismo seriam corrigidos  pelo  Welfare state e da implementação de políticas sociais.
A palavra 'neocapitalismo' foi usada inicialmente entre o final dos anos 1950 e o início dos anos 1960 por autores belgas e franceses  de esquerda, dentre os quais André Gorz e Leo Michielsen. O termo foi posteriormente popularizado pelo economista marxista Ernest Mandel em trabalhos como  Workers under Neo-Capitalism e An Introduction to Marxist Economic Theory.
Nos anos 1970, o sociólogo Michael Miller começou a usar o termo 'neocapitalismo' para se referir à mistura europeia ocidental de  grandes empresas privadas, extensos programas sociais e intervenção seletiva do Estado, além de  sindicatos atuando em parceria com o governo e  empresas privadas em negociações, visando melhorar o nível dos salários, de um lado, e os gastos sociais do governo, de modo a evitar greves e protestos dos trabalhadores.